# Backseat of Your Cadillac
«Backseat of Your Cadillac» (en español: «El asiento trasero de tu cadillac») es el primer sencillo del álbum Big Fun de la cantante alemana C.C. Catch. La canción fue compuesta, arreglada y producida por el alemán Dieter Bohlen.

## Sencillos
7" sencillo Hansa 111 700, 1988
1. «Backseat Of Your Cadillac» 	3:25
2. «Backseat Of Your Cadillac» (Instrumental Mix) 	3:17

12" Maxisencillo Hansa 611 700, 1988
1. «Back Seat Of Your Cadillac» 	5:20
2. «Back Seat Of Your Cadillac» (Radio Mix) 	3:20
3. «Back Seat Of Your Cadillac» (Instrumental Mix) 	3:15

CD sencillo Hansa 661 700, 1988
1. «Backseat Of Your Cadillac» (Versión extendida) 	5:20
2. «Backseat Of Your Cadillac» (Instrumental Mix) 	3:15
3. «House Of Mystic Lights» (Long Version Dance Mix) 	4:08
4. «Backseat Of Your Cadillac» (Radio Edit) 	3:20

## Posicionamiento
| Listas (1988) | Máxima posición |
| ------------- | --------------- |
| Alemania      | 10              |
| España        | 6               |

## Créditos
- Letra y música - Dieter Bohlen
- Arreglos - Dieter Bohlen
- Producción - Dieter Bohlen
- Coproducción - Luis Rodríguez
- Diseño - Ariola Studios
- Fotografía - M. Becker
- Distribución - RCA/Ariola